# Winterhafen Magdeburg

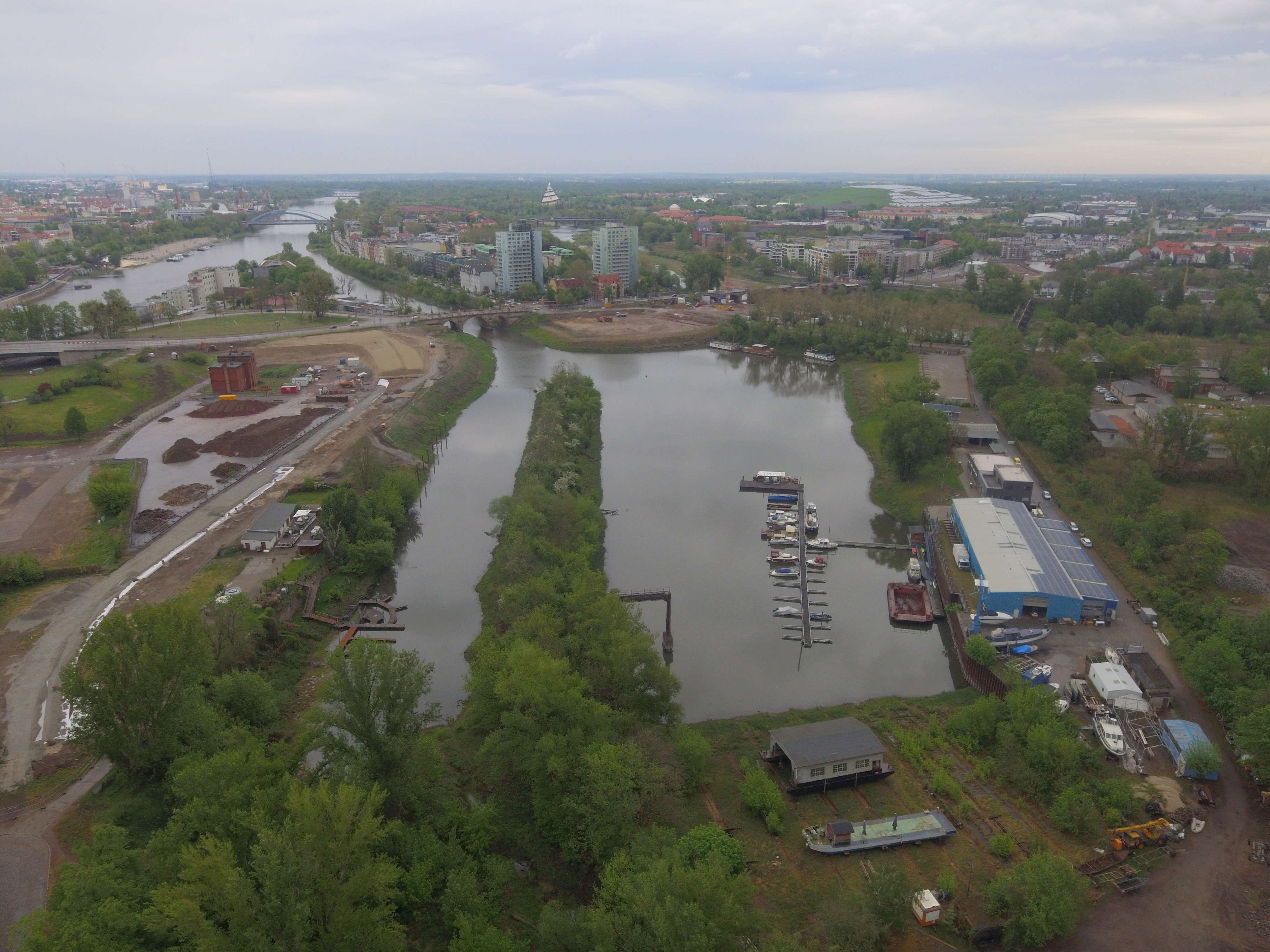
Winterhafen in der Zollelbe rechts

Der Winterhafen Magdeburg ist ein Hafen in der Zollelbe im Magdeburger Stadtteil Werder.
Ursprünglich wurden Schiffe direkt an den städtischen Kaimauern zur Elbe be- und entladen. Dies war jedoch insbesondere im Winter bei Eisgang gefährlich.
Im Jahr 1842 wurde daher der Winterhafen als erste gesonderte Hafenanlage Magdeburgs errichtet. Über die Zollelbe hat der Hafen einen Anschluss an die Elbe. Der Hafen selbst befindet sich innerhalb einer Insel in der Elbe. Bedingt durch eine Versandung des Hafens erfolgte um 1880 ein Umbau der Anlage. Im Zuge der Industrialisierung wuchs jedoch der Schiffsverkehr so stark,  dass die Kapazität des Winterhafens bald nicht mehr ausreichte. Bereits 1893 eröffnete die Stadt Magdeburg daher in Alte Neustadt eine neue Hafenanlage.
Seitdem wird der mitten in der Stadt gelegene Winterhafen vor allem für die Freizeitschifffahrt genutzt.